# Ciklopirox
A ciklopirox (INN: ciclopirox)  egy szintetikus antifungális szer helyi használatra, melyet a bőrgyógyászatban használnak.
Hatását a membrántranszferrendszer gátlásával fejti ki a  Na+/K+-ATPáz enzimen hatva.
A Ph. Hg. VIII.-ban két formája hivatalos:
| Ciklopirox        | Ciclopiroxum        |
| Ciklopirox-olamin | Ciclopirox olaminum |